# Сюй Кай
Сюй Кай (кит. упр. 许凯, пиньинь Xǔ Kǎi; род. 5 марта 1995, Шэньчжэнь, Гуандун) — китайский актёр и модель. Наиболее известен своей ролью Фуча Фу Хэнга в «Покорение дворца Яньси» (2018) и Ли Чэнь Ланя в «Легенды Чжао Яо» (2019).

## Биография

### Начало карьеры
Сюй Кай родился 5 марта 1995 года в Шэньчжэнь, провинции Гуандун, Китай.
В 2013 году он выиграл национальный финал Китайского международного конкурса моделей проводимых в Гуанчжоу. В 2016 году он подписал контракт с Huanyu Film, развлекательной компанией, принадлежащей Ю Чжэнь, и вошел в индустрию развлечений. В 2016 году он дебютировал в сериале «Чжао Гэ», где он сыграл Ян Цзянь.

### 2018—настоящее время: Рост популярности
В 2018 году Кай снялся в исторической романтической дораме «Недосягаемые влюбленные», за которой последовала дорама о дворце «Покорения дворца Яньси». Он получил широкое признание благодаря своей роли Фуча Хенга в «Покорение дворца Яньси», которая имела огромный успех в Китае и по всей Азии.
В 2019 году Кай дебютировал на большом экране в романтическом фильме «Осенняя сказка». В том же году Кай сыграл свою первую главную роль в дораме «Легенды». Роль Кая как лояльного и сдержанного принца-демона в «Легендах» получила положительные отзывы, и его популярность возросла. В том же году он снялся в молодежной военной дораме «Арсенал военной академии». Его роль в дораме принесла ему награду за лучшую мужскую роль на китайском фестивале кино и телевидения Хэндянь. Кай также снялся в дораме «Горный дух меча», основанной на манхуа Congqian Youzuo Lingjianshan. Forbes China включил Кая в свой список 30 китайцев в возрасте до 30 лет 2019 года, в который вошли 30 влиятельных людей в возрасте до 30 лет, которые оказали существенное влияние в своих областях.
В 2020 году Кай снялся в исторической фантастической дораме  «Танец империи».
В 2021 году Сюй Кай получил роль в киберспортивном романтическом комедийном телесериале  «Киберкраш»

## Фильмография

### Фильмы
| Год  | Русское название | Китайске название | Роль    | Ссылка |
| ---- | ---------------- | ----------------- | ------- | ------ |
| 2019 | «Осенняя Сказка» | 蓝色生死恋        | Хан Тай | [ 7 ]  |

### Телевизионные сериалы
| Год  | Русское название                                                   | Китайское название | Роль                          | Телеканал          | Ссылки |
| ---- | ------------------------------------------------------------------ | ------------------ | ----------------------------- | ------------------ | ------ |
| 2018 | «Недосягаемые влюбленные»                                          | 凤囚凰             | Шэнь Юэ                       | Hunan TV           | [ 4 ]  |
| 2018 | «Покорение дворца Яньси»                                           | 延禧攻略           | Фуча Фу Хенг                  | iQiyi              | [ 5 ]  |
| 2019 | «Легенды Чжао Яо»                                                  | 招摇               | Мо Цин / Ли Чэнь Лань         | Hunan TV           | [ 8 ]  |
| 2019 | «Арсенал военной академии»                                         | 烈火军校           | Гу Янь Чжень                  | iQiyi              | [ 10 ] |
| 2019 | «Горный дух клинка»                                                | 从前有座灵剑山     | Ван Лу                        | iQiyi              | [ 12 ] |
| 2020 | «Танец империи»                                                    | 天舞纪             | Ли Сю Ань                     | iQiyi              | [ 14 ] |
| 2021 | «Придворная дама»                                                  | 骊歌行             | Шен Чу Мо                     | iQiyi, Tencent     |        |
| 2021 | «Влюбиться в твою улыбку»                                          | 你微笑时很美       | Лу Сы Чэн                     | Youku, Tencent     |        |
| 2021 | «Древняя любовная поэзия»                                          | 千古玦尘           | Бай Цзюэ / Цин Му / Бай Сюань | Tencent            | [ 15 ] |
| 2022 | «Королевский приём»                                                | 尚食               | Чжу Чжаньцзи                  | Mango TV, Hunan TV |        |
| 2022 | «Затерянные в горах Куньлунь»                                      | 迷航昆仑墟         | Дин Юньци                     | iQiyi              |        |
| 2022 | «Она и её идеальный муж»                                           | 爱的二八定律       | Ян Хуа                        | Tencent, Hunan TV  | [ 16 ] |
| 2024 | «Лэю Юань»                                                         | 乐游原             | Ли Ни                         |                    |        |
| 2024 | «Лорд снежного орла»                                               | 雪鹰领主           | Сюэ Ин                        |                    |        |
| 2024 | «Молитесь о настоящем»/«Китайский паладин 6: Легенда о мече и фее» | 祈今朝             | Юэ Цзиньчжао                  |                    |        |
| 2024 | «Лучший выбор на свете»                                            |                    | Чжимин / Чжоу Фань            |                    |        |

## Дискография
| Год  | Английское название | Китайское название | Альбом                       | Примечания      |
| ---- | ------------------- | ------------------ | ---------------------------- | --------------- |
| 2019 | «Entering a Dream»  | 入梦               | Арсенал военной академии OST | вместе с Бай Лу |

## Награды и номинации
| Год  | Премия                                                       | Категория                         | Номинируемая работа                                              | Результат | Ссылка |
| ---- | ------------------------------------------------------------ | --------------------------------- | ---------------------------------------------------------------- | --------- | ------ |
| 2018 | 7th iQiyi All-Star Carnival                                  | Премия «За перспективного актера» | н/д                                                              | Победа    | [ 18 ] |
| 2018 | 12th Tencent Video Star Awards                               | DOKI New Force Award              | н/д                                                              | Победа    | [ 19 ] |
| 2019 | 6th The Actors of China Award Ceremony                       | Лучший актёр (веб-сериал)         | Арсенал военной академии                                         | Номинация | [ 20 ] |
| 2019 | 6th Hengdian Film and TV Festival of China (Wenrong Awards)  |                                   | Арсенал военной академии                                         | Победа    | [ 11 ] |
| 2019 | Golden Bud - The Fourth Network Film And Television Festival | Лучший актёр                      | «Легенды Чжао Яо», «Арсенал военной академии», Горный дух клинка | Номинация | [ 21 ] |